# Ruski seženj
Rúski séženj (rusko са́жень ali саже́нь) je stara ruska enota za dolžino. Enota je enaka 100. sotkam, 7. ruskim čevljem, 3. aršinom, 3 · 16 vrškom ali 2,13360 m.